# Dionysios Periegetes
Dionysios Periegetes (grekiska Διονύσιος Πεϱιηγητής), verksam omkring 300, var en grekisk geograf.
Dionysios skrev under titeln Periegesis en ännu befintlig geografisk lärodikt på hexametrar, i ett för sin tid ovanligt rent och flytande språk. Denna dikt kommenterades av Eustathios och översattes till latinsk vers av Avienus och Priscianus. Den har utgivits av bland andra Franz Passow (1825) och Gottfried Bernhardy (1828).